# Оборона Кабало
Оборона Кабало — эпизод Второй конголезской войны, в ходе которого в районе города Кабало стабилизировался фронт между силами РКД и зимбабвийскими интервентами, сражавшимися на стороне правительства ДР Конго. С одной стороны, повстанцы были остановлены и не смогли установить контроль над богатыми минеральными ресурсами районами Катанги, с другой стороны, несмотря на отчаянные попытки, зимбабвийским войскам не удалось сломить сопротивление повстанцев и выбить их из города.

## Ход сражения
- 19 октября 1998 — повстанцы захватили 16 зимбабвийских солдат[1].
- 4 декабря 1998 — попытка зимбабвийских войск при поддержке танков и авиации захватить город[2].
- 15 декабря 1998 в боях за город погибло 40 зимбабвийских военных (включая двух старших офицеров) и сбит вертолет, со стороны повстанцев потери достигли 80 человек[3].
- 19 февраля 1999 — повстанцы сбили зимбабвийский военный самолёт[4]

Повстанцам удалось удержать город до конца войны. Имеются сведения, что они контролировали город и в 2001 году.